# Acta Biotheoretica
Acta Biotheoretica: Fundamentos matemáticos y filosóficos de la ciencia biológica y biomédica es una revista científica trimestral revisada por pares publicada por Springer Science+Business Media. Es la revista oficial de la Sociedad Jan van der Hoeven de Biología Teórica. El editor jefe es FJA Jacobs (Universidad de Leiden).

## Objetivos y alcance
El enfoque de la revista es la biología teórica, que incluye representación, tratamiento y modelado matemático para simulaciones y descripciones cuantitativas. El enfoque de la revista también incluye la filosofía de la biología, que enfatiza la observación de los métodos desarrollados para formar la teoría biológica. La cobertura temática también incluye biomatemáticas, biología computacional, genética, ecología y morfología.

## Resumen e indexación
Esta revista está resumida e indexada en:
- Biological Abstracts
- BIOSIS Previews
- Science Citation Index
- The Zoological Record
- Current Contents/Agriculture, Biology & Environmental Sciences
- Elsevier BIOBASE
- EMBASE
- EMBiology
- GEOBASE
- Chemical Abstracts Service
- CAB Abstracts
- Global Health
- Academic OneFile
- Astrophysics Data System
- Current Index to Statistics
- International Bibliographic Information on Dietary Supplements
- INIS - Atomindex
- MEDLINE
- Scopus
- The Philosopher's Index

Según Journal Citation Reports, la revista tiene un factor de impacto en 2021 de 1,185.  Según SCImago Journal Rank (SJR), el índice h de la revista es 35. 

## Otras lecturas
- Reydon, Thomas A. C.; Dullemeijer, Piet; Hemerik, Lia (2005). «The History of Acta Biotheoretica and the Nature of Theoretical Biology».  En Reydon, Thomas A.C.; Hemerik, Lia, eds. Current Themes in Theoretical Biology: A Dutch Perspective. Springer Netherlands. pp. 1-8. ISBN 978-1-4020-2901-1. OCLC 209840350. doi:10.1007/1-4020-2904-7_1.